# Obětovaná anoda
Obětovaná anoda (neboli protektor) je jedním ze způsobů protikorozní ochrany fungující na principu anodické polarizace. Chráněný objekt se vodivě propojí s elektrodou z méně ušlechtilého kovu, než je objekt samotný. Tuto elektrodu nazýváme obětovanou anodou (protektorem). Protektory se vyrábí obvykle z hliníku, hořčíku nebo zinku a mají deskový tvar. Omezují korozní reakci, a tím zabraňují korozi. Protektorů se užívá například pro zařízení pod zemí, jako jsou dálkové rozvody, kabely či nádrže.